# مارتن ایکلبوم
مارتن ایکلبوم (انگلیسی: Marten Eikelboom؛ زادهٔ ۱۲ اکتبر ۱۹۷۳) بازیکن هاکی روی چمن اهل هلند بود.